# Julio Saavedra Molina
Julio Saavedra Molina (1880 - 1949) profesor, crítico literario y filólogo chileno. Se gradúa de profesor de francés en el Instituto Pedagógico, desempeñándose posteriormente como profesor del Internado Nacional Barros Arana en Chile.
Propugna desde escritos publicados en los periódicos El Mercurio y Las Últimas Noticias, bajo los seudónimos Copihue y Bref, una renovación de la educación, abogando porque sea gratuita..
Estudioso de la obra de Ruben Dario y de Gabriela Mistral, publicó numerosos escritos con análisis de sus textos.
Se desempeñó como profesor en la Universidad de Chile.

## Obras
- Teoría del poema. Dos ensayos distintos: poesía y verso,
- El verso de clerecía, sus irregularidades y las doctrinas métricas de D. Federico Hanssen.
- Gabriela Mistral: Su vida y su obra (1947)
- El verso de arte mayor (1946)
- Bibliografía rubendariana (1939)
- Los hexámetros castellanos y en particular los de Rubén Darío (1935)
- Poesías y prosas raras (1938)